# Daiki Nakashio
Daiki Nakashio (jap. 中塩 大貴, Nakashio Daiki; * 8. Juni 1997 in der Präfektur Saitama) ist ein japanischer Fußballspieler.

## Karriere
Daiki Nakashio erlernte das Fußballspielen in den Schulmannschaften der Hanno Municipal Kaji Elementary, der Kawagoe Municipal Fujimi Jr. High School und der Ōmiya Musashino High School, der Jugendmannschaft des Erstligisten Urawa Red Diamonds sowie in der Universitätsmannschaft der Risshō-Universität. Von Mai 2019 bis Januar 2020 wurde er von der Risshō-Universität an Ventforet Kofu ausgeliehen. Nach der Ausleihe wurde er 2020 von Ventforet Kofu fest verpflichtet. Der Verein aus Kōfu, einer Großstadt in der Präfektur Yamanashi auf Honshū, der Hauptinsel Japans, spielte in der zweithöchsten Liga des Landes, der J2 League. Für Kōfu stand er 2020 22-mal in der zweiten Liga auf dem Spielfeld. Im Januar 2021 nahm ihn der Erstligist Yokohama FC aus Yokohama unter Vertrag. Am Ende der Saison 2021 belegte er mit dem Verein den letzten Tabellenplatz und musste somit in die zweite Liga absteigen. Im August 2022 wechselte er auf Leihbasis zum Drittligisten Giravanz Kitakyūshū. Mit dem Verein aus Kitakyūshū spielte er achtmal in der dritten Liga. Nach Vertragsende in Yokohama unterschrieb er am 1. Februar 2023 einen Vertrag beim Zweitligisten Thespakusatsu Gunma. Am Ende der Saison 2024 musste er mit dem Verein als Tabellenletzter den Weg in die Drittklassigkeit antreten. Nach dem Abstieg verließ er den Verein und schloss sich Anfang 2025 dem Drittligisten SC Sagamihara an.